# يوم سعيد (فلم)
يوم سعيد فيلم سينمائي مصري من إنتاج 1940 وتمثيل: محمد عبد الوهاب وسميحة سميح ومن إخراج محمد كريم. ويعد هذا الفيلم أول مشاركات فاتن حمامة السينمائية ولم تكن قد تجاوزت التاسعة من عمرها بعد.

## أغاني الفيلم
- إجري إجري :كلمات حسين السيد (أول لقاء بين عبد الوهاب وبين حسين السيد).
- إيه انكتب لي:كلمات أمين عزت الهجين.
- يا ناسية وعدي: كلمات أمين عزت الهجين.
- مجنون ليلى: كلمات أحمد شوقي (أداه عبد الوهاب مع أسمهان بصوتهما فقط).
- محلاها عيشة الفلاح: كلمات بيرم التونسي (أدتها أسمهان بصوتها فقط).
- الصبا والجمال: كلمات بشارة الخوري.
- طول عمري عايش لوحدي:كلمات أحمد رامي.
- يا ورد مين يشتيريك: بشارة الخوري.

## روابط خارجية
- يوم سعيد على موقع IMDb (الإنجليزية)
- يوم سعيد على موقع الدهليز
- يوم سعيد على موقع قاعدة بيانات الأفلام العربية
- يوم سعيد على موقع قاعدة بيانات الفيلم (الإنجليزية)
- يوم سعيد على موقع ليتربوكسد (الإنجليزية)
- يوم سعيد على موقع كينوبويسك (الروسية)